# Дом архитекторов (Москва)
Дом архитекторов (также Дом на Ростовской набережной) — жилой дом, расположенный в Москве на Ростовской набережной, 5. Построен архитектором Щусевым в стиле постконструктивизма в 1930-х годах. Здание является частью нереализованного проекта парадного ансамбля Смоленской и Ростовской набережных, задуманного Щусевым. Боковые крылья, облицованные бежевым кирпичом, достроены в начале 1960-х.

## История

### Предыстория

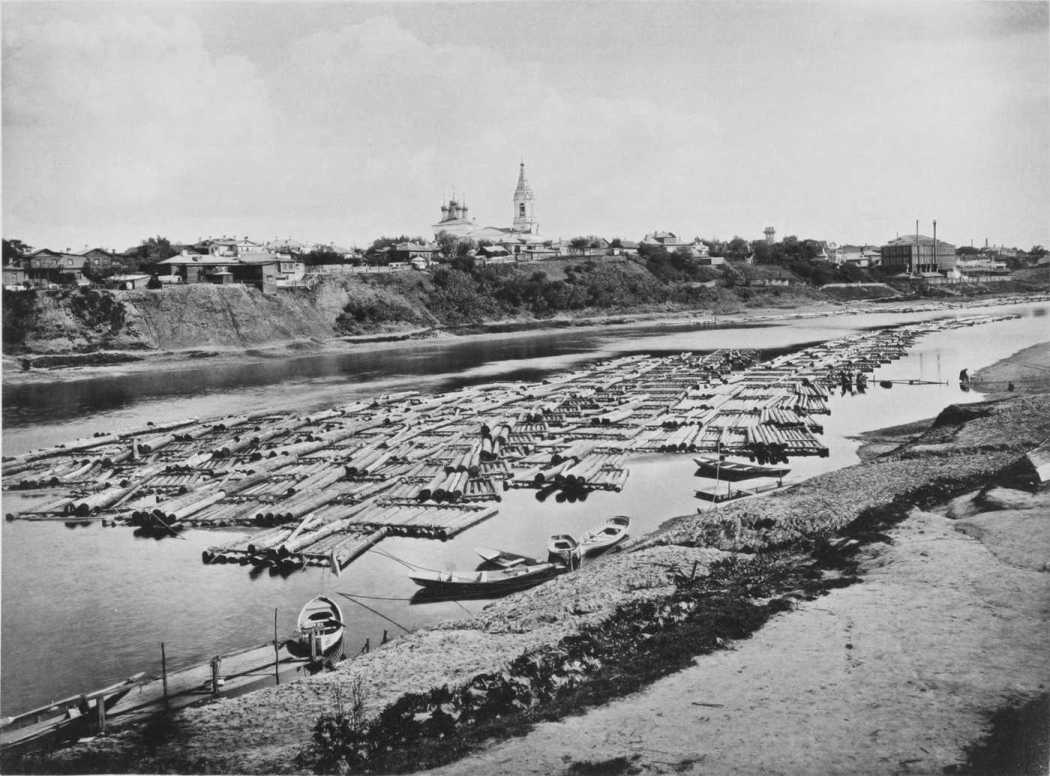
Вид на Ростовскую набережную и Благовещенскую церковь в Бережках (1891 год)

Проект дома архитекторов (1936)

Дом был построен на так называемом Ростовском подворье, где располагалась Церковь Благовещения Господня XVII века.
В 1930-х Союз архитекторов СССР потребовал возвести новое жильё для постоянно увеличивавшегося числа членов. Под строительство выдали участок земли у Ростовской набережной, на высоком берегу реки Москвы.

### Проекты
В течение 1934—1935 годов А. В. Щусев работает над реконструкцией Ростовской и Смоленской набережных левого берега Москвы-реки. Было принято решение строить на набережных жилые дома 8—9-этажной высоты и лишь в некоторых
местах, во избежание монотонности линии застройки, увеличивать высоту до 14 этажей. Проект застройки всего высокого берега реки — зданиями со множеством портиков, стел, арок и других декоративных элементов в стиле сталинского монументализма. Громадность строения сближала его с гостиницей «Москва», Госпромом и ансамблем площади Гагарина. Однако проект не был утверждён из-за очевидной дороговизны и чрезвычайной сложности предстоявших работ.
На смену грандиозному плану пришёл другой — более практичный и выгодный. Сократив площадь, занимаемую домом, Щусев оставил в проекте лишь полукруглое строение. Таким образом, дом должен был огибать церковь с двух сторон. В отличие от предыдущей задумки, здание сверху венчалось, а снизу подчёркивалось массивной колоннадой. Но и этому проекту не суждено было воплотиться. В результате был принят наиболее экономичный вариант без колоннады.

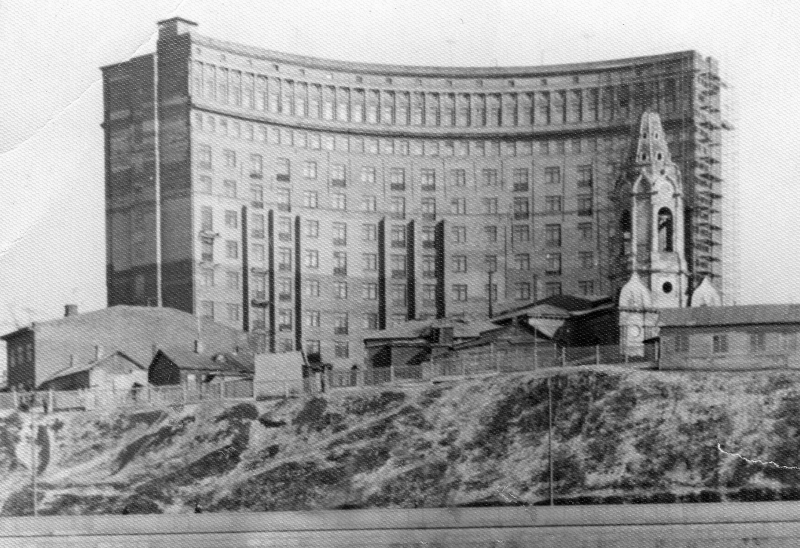
Строительство
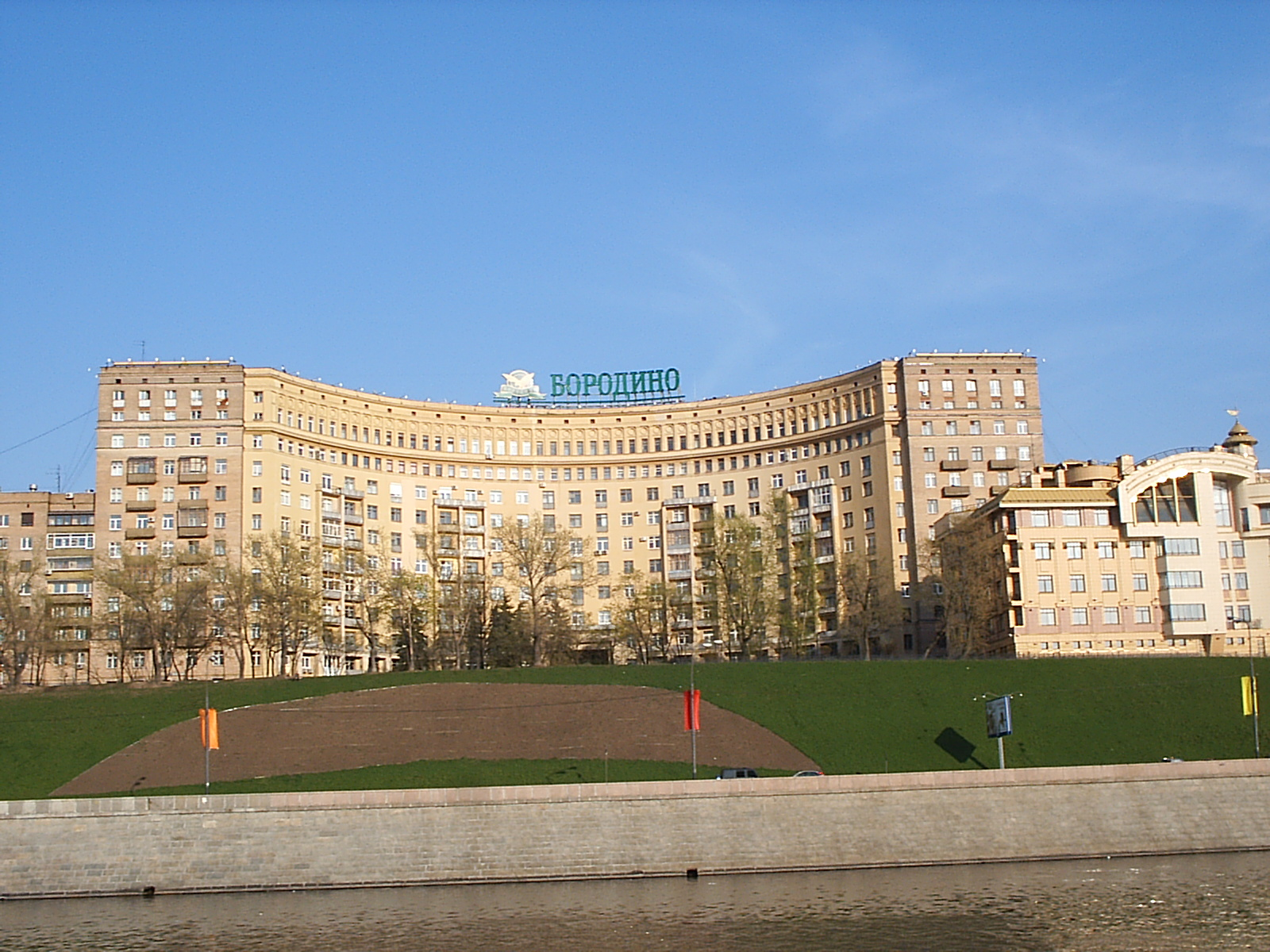
Окончательный вариант

### Строительство
Работы начались в 1934 году, первая очередь строительства была закончена в 1938 году. Из всей планировавшейся застройки на набережных сооружены были только несколько отдельных жилых домов, принадлежавших различным застройщикам, да и то ни один из них не был закончен полностью. На Ростовской набережной была возведена лишь небольшая часть полуциркульного в плане здания, которая 25 лет одиноко высилась среди окружавшей её малоэтажной застройки. В 1960-х здание было достроено с применением новых технологий. С двух сторон к дому были пристроены крылья из кирпича. Церковь Благовещения была снесена.

## Именитые жители
В Доме проживало немало архитекторов СССР и России, таких, как:
- Д. Аркин,
- Г. Орлов,
- В. Кринский,
- братья Веснины,
- В. Кусаков,
- А. Ополовников,
- М. Бархин,
- В. Шквариков,
- В. Магидин,
- А. Чалдымов,
- Н. Былинкин,
- Г. Гольц,
- М. Гинзбург,
- Н. Поляков,
- М. Парусников,
- Я. Корнфельд,
- Я. Райх[3].

- Б. Макарычев

Также в доме жили и живут:
- Д. Э. Розенталь,
- Д. Барщевский,
- Николай Вуколов (журналист-международник, крупнейший специалист по странам Скандинавии)
- А.М.Архаров (профессор кафедры Э4 МГТУ им.Н.Э.Баумана)
- Б. Гурнов,
- Г. Герасимов,
- В. И. Казаков (1950—1968)
- Л. Кислинская,
- Т. Колесниченко,
- Ю. Орса,
- В. Пономарев,
- Ю. Сдобнов,
- Т. Бархина,
- Н. Н. Тарасов,
- Н. Г. Гольц,
- М. В. Юдина[4],
- Н. Н. Миротворцев,
- В. Н. Старовский[5]
- и другие.

## Дом в искусстве
Дом неоднократно был запечатлён в кинематографе. Один из самых известных примеров — советский фильм «Три тополя на Плющихе».